# 202. Infanterie-Division (Deutsches Kaiserreich)
Die 202. Infanterie-Division war ein Großverband der Preußischen Armee im Ersten Weltkrieg.

## Geschichte
Die Division wurde am 6. Juli 1916 zusammengestellt, zunächst an der Ostfront eingesetzt und Ende November 1917 an die Westfront verlegt, wo sie bis zum Kriegsende kämpfe. Nach Kriegsende kehrten die Reste der Division in die Heimat zurück, wo der Großverband demobilisiert und im Januar 1919 schließlich aufgelöst wurde.

### Gefechtskalender

#### 1916
- ab 26. Oktober – Stellungskämpfe vor Jakobstadt

#### 1917
- bis 28. Februar – Stellungskämpfe vor Jakobstadt
- 01. März bis 31. August – Stellungskämpfe vor Riga
- 01. bis 5. September – Schlacht um Riga
- 06. September bis 22. November – Stellungskämpfe nördlich der Düna
- 22. bis 29. November – Transport nach dem Westen
- ab 30. November – Stellungskämpfe in Lothringen

#### 1918
- bis 9. Januar – Stellungskämpfe in Lothringen
- 10. Januar bis 4. Februar – Stellungskämpfe in Lothringen und in den Vogesen
- 04. Februar bis 19. Mai – Stellungskämpfe in Lothringen
- 20. Mai bis 8. Juni – Kämpfe an der Avre und bei Montdidier und Noyon
- 09. Juni bis 11. Juli – Kämpfe an der Avre und an der Matz
  - 09. bis 13. Juni – Schlacht bei Noyon
- 11. bis 17. Juli – Stellungskämpfe westlich Soissons
- 18. bis 25. Juli – Abwehrschlacht zwischen Soissons und Reims
- 26. Juli bis 3. August – Bewegliche Abwehrschlacht zwischen Marne und Vesle
- 04. bis 16. August – Stellungskämpfe zwischen Oise und Aisne
- 17. August bis 4. September – Abwehrschlacht zwischen Oise und Aisne
- 05. bis 25. September – Stellungskämpfe in der Champagne
- 26. September bis 9. Oktober – Abwehrschlacht in der Champagne und an der Maas
- 10. bis 12. Oktober – Kämpfe vor der Hunding- und Brunhild-Front
- 13. bis 17. Oktober – Kämpfe an der Aisne und Aire
- 18. bis 23. Oktober – Schlacht bei Vouziers
- 24. bis 31. Oktober – Kämpfe an der Aisne und Aire
- 01. bis 4. November – Kämpfe zwischen Aisne und Maas
- 05. bis 11. November – Rückzugskämpfe vor der Antwerpen-Maas-Stellung
- ab 12. November – Räumung des besetzten Gebietes und Marsch in die Heimat

## Gliederung

### Kriegsgliederung vom 8. Februar 1918
- 406. Infanterie-Brigade
  - Infanterie-Regiment Nr. 408
  - Infanterie-Regiment Nr. 411
  - Infanterie-Regiment Nr. 412
  - Radfahr-Kompanie Nr. 203
  - 3. Eskadron/2. Garde-Ulanen-Regiments
- Artillerie-Kommandeur Nr. 66
  - Feldartillerie-Regiment Nr. 406
- Pionier-Bataillon Nr. 202
- Divisions-Nachrichten-Kommandeur Nr. 202

## Kommandeure
| Dienstgrad                   | Name                          | Datum                             |
| ---------------------------- | ----------------------------- | --------------------------------- |
| General der Infanterie z. D. | Maximilian von Schwartzkoppen | 06. Juli 1916 bis 8. Januar 1917  |
| Generalmajor                 | Paul Weese                    | 11. Januar 1917 bis 3. März 1918  |
| Generalmajor/Generalleutnant | Georg von Körbling            | 04. März bis 5. Juni 1918         |
| Generalleutnant              | Gustav Wilhelm Hoebel         | 06. Juni 1918 bis 10. Januar 1919 |